# Qinghai Tianyoude Cycling Team/Saison 2015
Dieser Artikel listet Erfolge und Fahrer des Radsportteams Qinghai Tianyoude in der Saison 2015 auf.

## Abgänge – Zugänge
| Zugänge                       | Team 2014                           | Abgänge                 | Team 2015                          |
| ----------------------------- | ----------------------------------- | ----------------------- | ---------------------------------- |
| Edgar Nohales (ab 1. Juli)    | Team 7 Eleven Road Bike Philippines | Ruslan Hryschtschenko   | Team Lvshan Landscape              |
| Wu Yong Jian (ab 1. November) |                                     | Liu Biao                | Unbekannt                          |
| Norberto Wilches (ab 1. Juli) |                                     | Liu Jie                 | Unbekannt                          |
| Su Weihan                     |                                     | Pawlo Kulba             | Unbekannt                          |
| Wang Jiancai                  |                                     | Chen Siyuan             | Unbekannt                          |
|                               |                                     | Yu Shi Jie              | China Yindongi-Wildto Cycling Team |
|                               |                                     | Su Weihan (bis 1. Juli) | Unbekannt                          |

## Mannschaft
| Name               | Geburtstag       | Nationalität        |
| ------------------ | ---------------- | ------------------- |
| Dong Xiaoyong      | 26. Oktober 1988 | Volksrepublik China |
| Edgar Nohales      | 28. Juli 1986    | Spanien             |
| Wang Jiancai       | 5. Dezember 1994 | Volksrepublik China |
| Juan Pablo Wilches | 22. Januar 1982  | Kolumbien           |
| Norberto Wilches   | 29. August 1983  | Kolumbien           |
| Wu Peilun          | 16. Juli 1990    | Volksrepublik China |
| Wu Shengjun        | 18. Juni 1987    | Volksrepublik China |
| Wu Yong Jian       | 12. Februar 1992 | Volksrepublik China |
| Zhang Jinde        | 13. Oktober 1993 | Volksrepublik China |
| Zhang Zhishan      | 3. Juli 1994     | Volksrepublik China |